# Apothekenpflicht
Die Apothekenpflicht, auch Apothekenmonopol, ist eine Verkaufsabgrenzung für Arzneimittel und andere Artikel. So bezeichnete Medikamente dürfen nur in Apotheken und dort nur durch pharmazeutisches Personal an den Endverbraucher abgegeben werden.

## Deutschland
Arzneimittel sind in Deutschland – von wenigen Ausnahmen abgesehen – per Gesetz apothekenpflichtig; für apothekenpflichtige Waren besteht weiterhin ein Selbstbedienungsverbot (§ 17 Abs. 3 Apothekenbetriebsordnung), um Anlass zu einem Beratungsgespräch zu geben, da Arzneimittel generell als besonders beratungsbedürftige Waren anzusehen sind.
Neben Arzneimitteln sind auch einige wenige Medizinprodukte apothekenpflichtig (§ 2 der Medizinprodukte-Abgabeverordnung).
Die einfache Apothekenpflicht regelt sich in Deutschland nach § 43 Arzneimittelgesetz (AMG), Ausnahmen sowie die Ermächtigung zu weiteren Ausnahmen von der Apothekenpflicht und die Ermächtigung zur Ausweitung der Apothekenpflicht sind in §§ 44–46 AMG geregelt. Die konkrete Entscheidung über die Apothekenpflicht eines Arzneimittels wird nach Anhörung von Sachverständigen durch Rechtsverordnung durch das zuständige Bundesministerium getroffen; der Bundesrat muss der Verordnung zustimmen.
Auf der Arzneimittelpackung ist zur Kennzeichnung „apothekenpflichtig“ aufgedruckt, wenn das Arzneimittel ohne Rezept in Apotheken erhältlich ist. Ist das Arzneimittel außerdem rezeptpflichtig, so ist die Packung nicht mit „apothekenpflichtig“, sondern mit „verschreibungspflichtig“ gekennzeichnet. Gleichwohl gilt auch für diese Arzneimittel die Apothekenpflicht.

## Niederlande
In den Niederlanden ist die Abgabe von Arzneimitteln im  Artikel 61 des Geneesmiddelenwet (Arzneimittelgesetz) geregelt. Für Mittel der Kategorien UR und UA ist die Abgabe nur entweder durch eine Apotheke oder einen entsprechend ermächtigten Hausarzt erlaubt. Bestimmte andere, nicht verschreibungspflichtige Medikamente dürfen entweder in Apotheken bzw. unter Aufsicht eines Drogisten in Drogerien (Kategorie UAD) oder aber in Verkaufsstellen außerhalb von Apotheken, z. B. im Supermarkt, abgegeben werden (Kategorie AV).

## Österreich
In Österreich ist die Apothekenpflicht durch  das Arzneimittelgesetz (AMG) geregelt. Grundsätzlich dürfen  Arzneimittel nur durch Apotheken abgegeben werden (§ 59), wobei auch hier Ausnahmen möglich sind (§§ 57, 58). Eine Besonderheit ist das Dispensierrecht, das Hausärzten in entlegenen Gemeinden unter bestimmten Voraussetzungen erteilt werden kann, wenn dort keine Apotheke vorhanden ist. Um die Versorgung der Patienten dort sicherzustellen, erlaubt das Apothekengesetz dann  den Betrieb einer ärztlichen Hausapotheke, aus der der Arzt seine Patienten mit Arzneimitteln versorgen darf.

## Schweden
Seit 2010 wurden in Schweden bestimmte nicht rezeptpflichtige Arzneimittel von der Apothekenpflicht befreit. Deren Umsatz belief sich im ersten Jahr auf 614 Millionen SEK, was 15 Prozent des Gesamtumsatzes des nicht rezeptpflichtigen Arzneimittelumsatzes in Schweden ausmachte.

## Schweiz
In der Schweiz regelt das Heilmittelgesetz (HMG), welche Arzneimittel wo abgegeben werden dürfen. Es besteht ein fünfklassiges Abgabesystem: die verschreibungspflichtigen Mittel der Kategorien A und B bekommt der Patient entweder durch seinen Arzt oder in einer Apotheke, Kategorie-C-Medikamente sind zwar nicht rezeptpflichtig, können jedoch nur in Apotheken erworben werden. Kategorie-D-Medikamente dürfen auch Drogisten nach Beratung abgeben, und alle übrigen Arzneimittel sind ohne Fachberatung im Einzelhandel erhältlich (Kategorie E).